# Серебрянка (притока Учі)
Серебрянка (рос. Серебрянка) — невелика річка у Пушкінському районі Московської області Росії. Довжина 11 км. На території міста Пушкіно впадає у річку Учу.
На початку ХХ століття адміністрація фабрики «Серп і молот» на річці збудувала греблю. На Серебрянці утворено три стави. На річці щороку проводяться змагання з веслувального спорту.